# Tapio Nurmela
Tapio Nurmela né le 2 janvier 1975 à Rovaniemi, est un spécialiste finlandais du combiné nordique actif dans les années 1990.

## Résultats

### Jeux olympiques d'hiver
| Épreuve / Édition | Lillehammer 1994 | Nagano 1998 |
| Individuel        | 25e              | 15e         |
| Par équipes       | 8e               | Argent      |

### Championnats du monde
| Épreuve / Édition | Épreuve / Édition | Trondheim 1997                   | Ramsau 1999 |
| ----------------- | ----------------- | -------------------------------- | ----------- |
| Sprint            | Sprint            | Épreuve inexistante à cette date | 12e         |
| Gundersen         | Gundersen         | 18e                              |             |
| Par équipes       | Par équipes       | Argent                           | Or          |

### Coupe du monde
- Meilleur classement au général : 15e en 1997.
- Meilleur résultat individuel : 4e.

### Championnats du monde junior
- Médaille de bronze en individuel en 1994.